# Ford Crown Victoria
Ford Crown Victoria — американский шестиместный полноразмерный заднеприводный седан с рамным шасси, выпускавшийся с 1991 по 2011 год на заводе St. Thomas Assembly в городе Толбетвилль, провинция Онтарио, Канада (Talbotville, Ontario).

## История
Ford Crown Victoria и построенные на той же платформе «Panther» модели Mercury Grand Marquis и Lincoln Town Car являлись последними из выпускавшихся традиционных американских полноразмерных седанов, расцвет которых пришелся на шестидесятые — первую половину семидесятых годов XX века. Остальные североамериканские автомобили категории fullsize в наши дни хотя формально и считаются одноклассными с моделями платформы «Panther», но на самом деле существенно уступают им по внешним габаритам и сильно отличаются от них конструктивно; в частности, до недавнего времени практически все они имели привод на передние колёса, большинство оснащается шестицилиндровыми двигателями, и ни один из них не имеет отдельной от кузова рамы.
В 2005 модельном году Ford принял решение о постепенной замене устаревшего Crown Victoria современной переднеприводной моделью Ford Five Hundred (Ford 500), формально считающейся полноразмерной и имеющей примерно тот же объём салона при значительно более компактных внешних габаритах. Однако, новая модель продавалась плохо: например, в январе 2007 года было продано 5 424 экземпляра Crown Victoria, но лишь 3 526 модели «500». Поэтому с 2008 модельного года она была переименована в Ford Taurus, как назывались её технические предшественники, и, продолжая считаться полноразмерной, встала на ступеньку ниже, чем Crown Victoria.
С 2008 модельного года в США из-за существенно упавших продаж Crown Victoria перестали поставлять в обычные дилерские представительства фирмы Ford, занимающиеся продажей автомобилей «гражданским» покупателям. При этом продажи лучше укомплектованных, но технически аналогичных моделей, предлагаемых под брендами Mercury и Lincoln оставались на достаточно высоком для их класса уровне.
Кроме того, автомобилями этой модели укомплектованы автопарки значительной части американских таксомоторных компаний; впрочем, и в предшествующие годы до 95 % продаж приходилось именно на них.

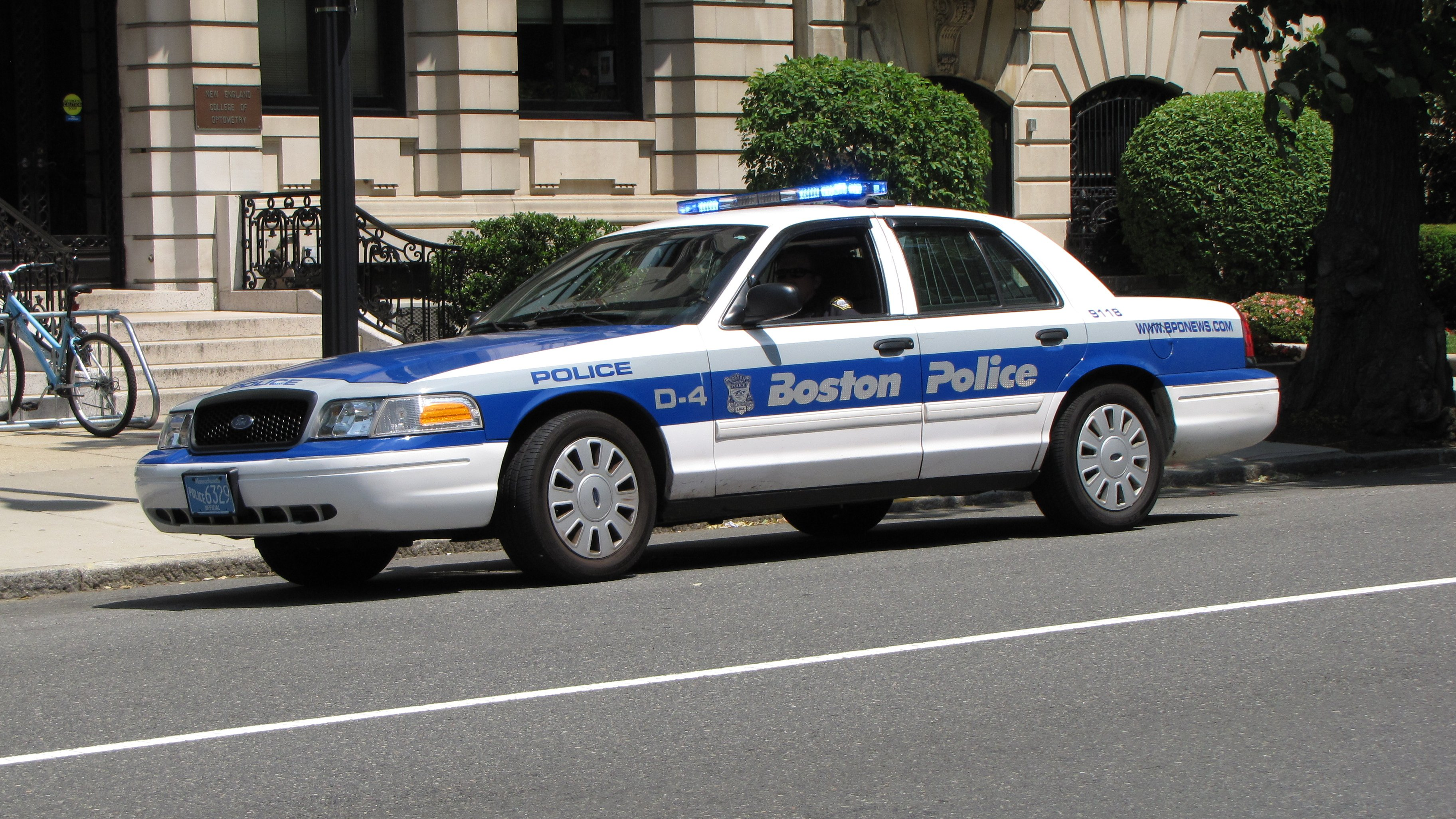
Ford Crown Victoria Police Interceptor (CVPI) последнего поколения, полиции Бостона.

Благодаря больше не используемой другими производителями рамной конструкции, которая делает машину более живучей и облегчает ремонт после серьёзных столкновений, конструктивному запасу прочности, размерам и превосходному уровню безопасности Ford Crown Victoria пользуется большой популярностью у полицейских департаментов США и Канады. Модель для полиции имеет усиленную конструкцию, форсированный ценой некоторого снижения экономичности и экологических показателей двигатель, ряд внешних отличий и самостоятельное обозначение — Ford Police Interceptor.
Помимо этого, модель до последнего продавалась в странах Среднего Востока (преимущественно Кувейт и Саудовская Аравия), где полноразмерные седаны американского производства традиционно пользуются большой популярностью.
Последний автомобиль данной модели был выпущен 15 сентября 2011 года. Завод в городе Толбетвилль, производивший данную модель, был закрыт. Легендарные автомобили Форд производили на протяжении 20 лет (1991—2011) и заслужили уважение среди правоохранительных органов США. Наибольший пик продаж Форд Краун Викторий пришёлся на 1999 год, с 1991 по 2012 год было продано около одного миллиона 500 тысяч автомобилей.

## Название

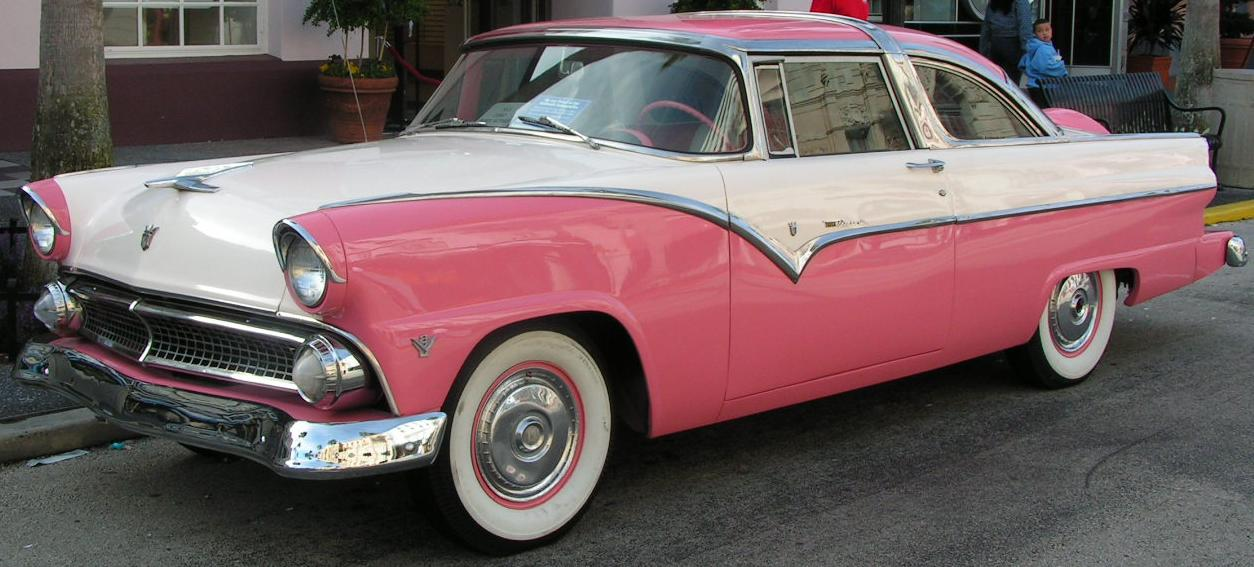
Оригинальный Ford Crown Victoria модели 1955 года.

Своим названием Ford Crown Victoria обязан кратковременно предлагавшемуся в середине пятидесятых годов (в 1955 и 1956 модельных годах) варианту отделки (trim line) двухдверных автомобилей марки Ford, также обозначавшемуся Crown Victoria и отличавшийся немного заниженной крышей с «короной» — широким блестящим молдингом вокруг водосточных желобков, а также массивной хромированной накладкой на центральную стойку кузова, опоясывающую крышу.
Первая самостоятельная модель с этим названием — Ford LTD Crown Victoria 1983 года — имела похожее оформление крыши с опоясывающим её молдингом.
Впоследствии такое оформление было упразднено, но название прижилось и использовалось в обозначении модели до самого снятия с производства.

## Конструкция
Ford Crown Victoria был спроектирован с учётом накопленного в течение десятилетий опыта разработки и массового производства традиционных американских полноразмерных автомобилей. Он является наследником двенадцати послевоенных поколений автомобилей Ford этого класса.
Силовой основой автомобиля является несущая рама периферийного типа с увеличенным расстоянием между лонжеронами в средней части. Она расположена под кузовом практически по всей его длине, кузов крепится на ней в шестнадцати точках при помощи болтов через толстые резиновые прокладки, снижающие уровень вибраций в салоне. К раме крепятся агрегаты подвески и рулевого управления, двигатель с коробкой передач. С 2003 года была изменена технология изготовления рамы, которую стали делать методом штамповки эластичными средами («гидроформинг»), что позволило снизить массу и увеличить прочность.
Двигатель всех Crown Victoria представляет собой V-образную «восьмёрку» рабочим объёмом 4,6 литра (4601 см³, 280 куб. дюймов). Это относительно простой и малофорсированный силовой агрегат с 16 клапанами (по 2 на цилиндр), клапанным механизмом OHC (по одному распределительному валу в каждой головке цилиндров) и распределённым впрыском топлива. Ранние модификации развивали 193 л. с., поздняя имела по заявлениям производителя 220 л. с. Полицейская модификация имела рейтинг мощности в 250 л. с.
Двигатель достаточно чувствителен к качеству масла и периодичности его замены, но при регулярном обслуживании весьма долговечен. Производителем рекомендуется использование топлива марки «Regular» с октановым числом 87, в России ему наилучшим образом соответствует топливо АИ-92. Его расход примерно сравним с европейскими моделями, имеющими двигатели близкого рабочего объёма, с той поправкой, что последние как правило используют топливо с октановым числом не ниже 95. В 2003 году в систему управления топливной аппаратурой был добавлен датчик детонации.
Выбор трансмиссий был представлен единственным вариантом — автоматической коробкой передач Ford AODE (Automatic-OverDrive-Electronics), четырёхступенчатой с повышающей четвёртой передачей (овердрайвом) и электронным управлением. Механическая часть этой коробки передач была разработана в конце семидесятых годов на основе набора шестерён ещё более ранней трёхступенчатой трансмиссии Ford FMX (в производстве с 1968 года), которая не имела повышающей передачи (овердрайва). Как и двигатель, коробка отличается высокой живучестью и долговечностью при регулярном обслуживании. Селектор режима работы расположен на рулевой колонке, как на большинстве американских автомобилей, выпущенных до девяностых годов.
Подвеска представляет собой классическое сочетание независимой передней с двойными поперечными А-образными рычагами и витыми пружинами, имеющей «противоклевковую» геометрию, с зависимой пружинной задней. С 1998 года задняя чётырёхрычажная подвеска была переработана и получила механизм Уатта. С 2003 года задняя подвеска снова была модернизирована, получив расположенные вертикально однотрубные амортизаторы вместо прежних двухтрубных с креплениями на внутренней стороне рамы. Передняя подвеска также была изменена в этом году, получив алюминиевые нижние рычаги.
Дисковые тормозные механизмы на всех колёсах и мощный вакуумный усилитель предлагаются в качестве стандартного оснащения. ABS и трэкшн-контроль — в виде опций.
Рулевое управление до 2003 года представляло собой глубоко консервативный агрегат типа «винт-шариковая гайка» со встроенным гидроусилителем (как на грузовике ЗИЛ-130). С 2003 года был внедрён более современный реечный рулевой механизм с гидроусилителем прогрессивного действия.

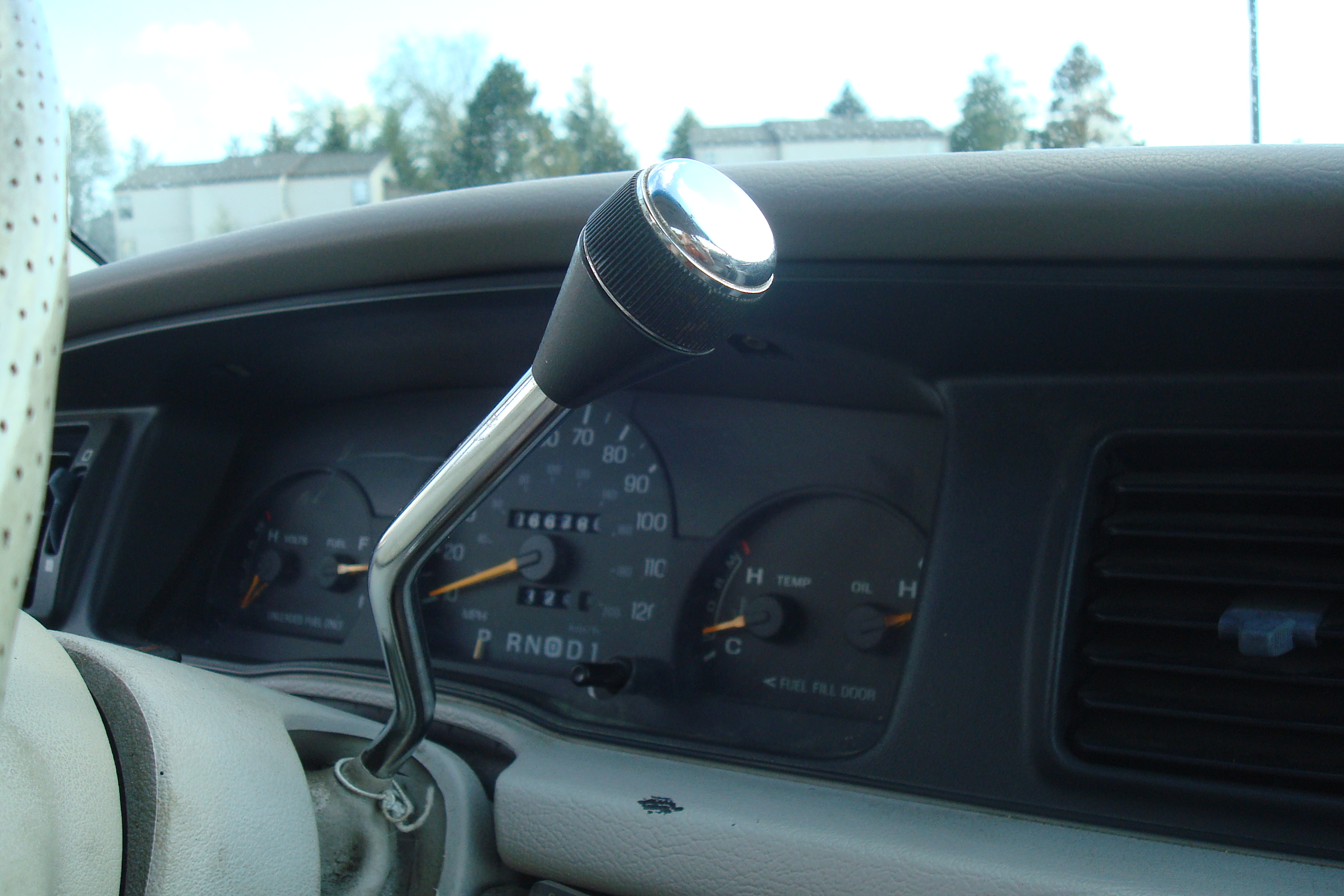

Салон автомобиля оформлен в традиционном американском стиле — имеет два сплошных дивана (передний состоит из двух независимо регулируемых половин) с подлокотниками, рассчитанных на посадку до шести человек, плоскую панель приборов без отростка посередине («бороды») или центральной консоли. Как опция предлагаются раздельные передние сидения.
Даже в базовой комплектации автомобиль имеет достаточно большой набор стандартного оборудования, включающий электропривод стеклоподъёмников всех дверей, установку кондиционирования воздуха, тонированные стёкла, дистанционный привод крышки багажника и лючка бензобака, электрорегулировки водительского сидения, аудиосистему с четырьмя динамиками, и так далее.

## Первое поколение

### 1991-94

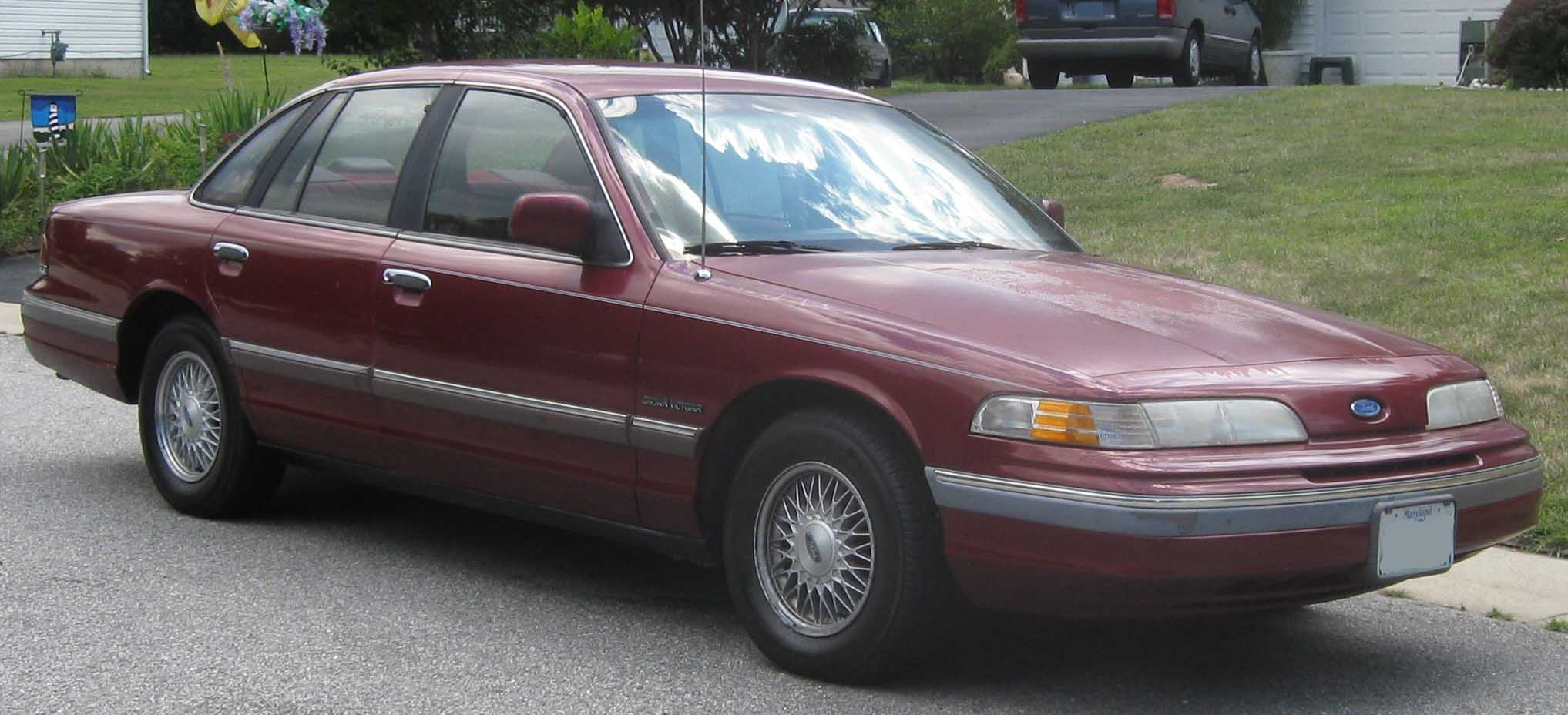
Первое поколение, машина выпуска 1991 года

К начавшемуся осенью 1991 календарного 1992 модельном году на базе рамы ранее выпускавшейся модели Ford LTD Crown Victoria был создан полноразмерный автомобиль с полностью новым кузовом, стилистически основанном на удачной среднеразмерной модели Ford Taurus, с современной для того времени округлой формой и хорошей аэродинамикой. Кроме того, появился новый 4,6-литровый двигатель (V8) 4.6 L Modular.
В новой модели в базе была водительская подушка безопасности и дисковые тормоза на всех колесах.
Также в виде опции была доступна подушка безопасности переднего пассажира.
Модель подразделялась на 4 разные комплектации, в которых в свою очередь могли добавляться различные опции.
Они отличались также вин номером:
P71 — Crown Victoria Police Interceptor
P72 — Crown Victoria Base
P74 — Crown Victoria LX и Crown Victoria LX Sport
В комплектациях LX Sport и Police Interceptor были более производительные двигатели (213 сил вместо 193), большая мощность достигалась в основном благодаря раздвоенному выхлопу и изменённой прошивке «мозгов» автомобиля.
В комплектации Police Interceptor была изменена подвеска, пружины стали более жёсткими, а стабилизаторы менее «валкими».
Также были внесены изменения в тормозную систему, в виде более широких тормозных колодок.
Также в комплектациях LX и LX Sport были доступны пневмоподвеска, акустика JBL с усилителем, электропривод обоих передних сидений, а не одного, как в большинстве комплектаций, декоративные полосы («страйпы») по бортам автомобиля, передние поворотники с подсветкой обочин(corner lights) а в некоторых комплектациях электронная панель приборов.
Ещё одной интересной функцией люксовых версий был кодовый замок на водительской двери, с помощью которого можно было открыть и закрыть двери, лючок бензобака и крышку багажника не применяя ключи.
Более того была опция штатной охраной системы, благодаря которой можно было открывать машину или крышку багажника с брелока, а не ключом по старинке.
Во всех комплектациях на машинах можно было открыть с кнопки в салоне багажное отделение или доступ к лючку бензобака, при этом кнопку открытия багажника можно было заблокировать с помощью замка расположенного непосредственно в самой кнопке, также была возможность закрыть на ключ перчаточный ящик (бардачок).
Также во всех комплектациях на автомобилях был доступен центральный замок.
В новой модели присутствовали функция «автосвет», которая включала габаритные огни и ближний свет фар только в тёмное времени суток, но, разумеется, включить свет можно было и самому в принудительном порядке с помощью регулятора освещения.
С весны 1992 года предлагалась также новая комплектация TS («Touring Sedan») с разведённым выхлопом, с которым мотор развивал 213 л. с. против штатных 193, более широкими шинами, двухцветной окраской, оригинальным дизайном колёсных дисков и настроенной под активную езду подвеской, конструктивно близкой к полицейским модификациям.

### 1993-94

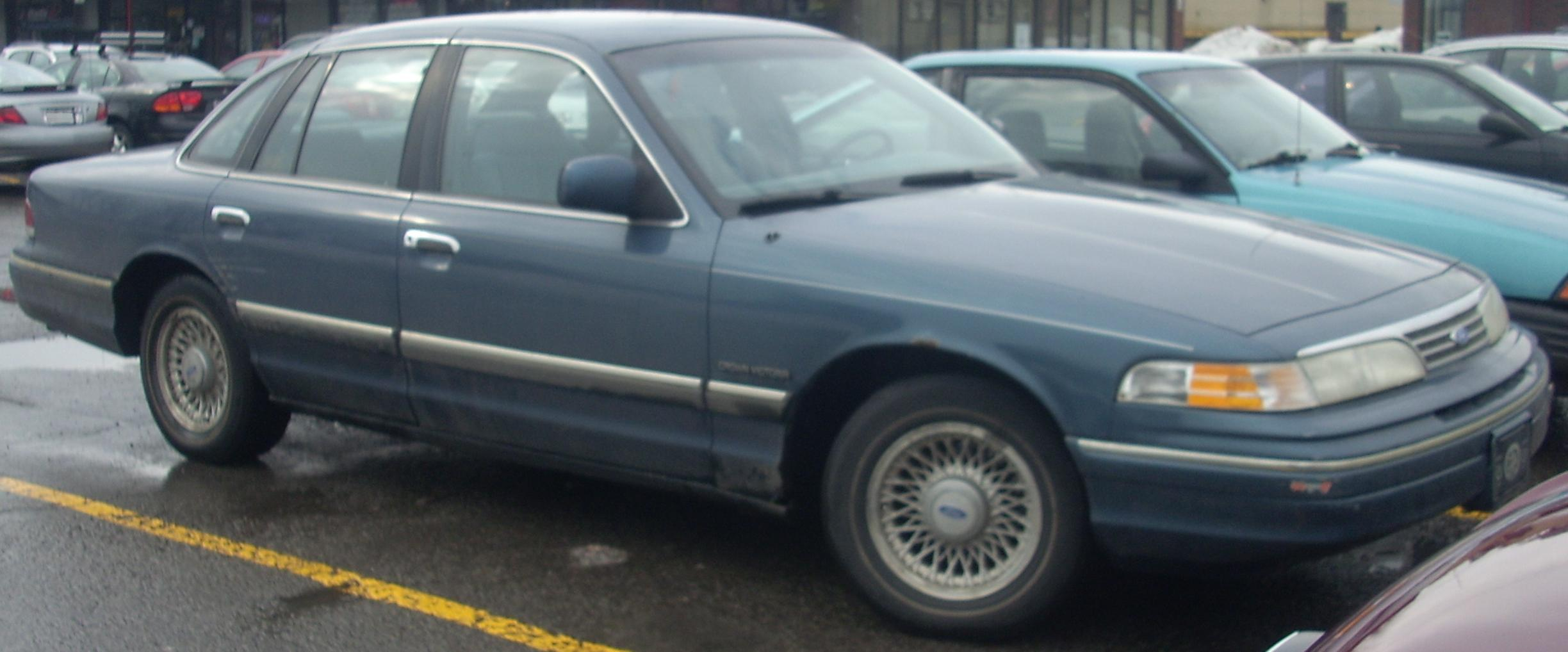
Машина выпуска 1993-94 годов

Из-за неоднозначной реакции покупателей и прессы на выполненную в стиле Ford Taurus панель передка без решётки радиатора, в 1993 модельном году автомобиль получил хромированную решётку радиатора. Комплектация TS перестала предлагаться, но стал доступен набор опций Handling and Performance Package с аналогичными TS техническими отличиями от базовой модели.

### 1995-97

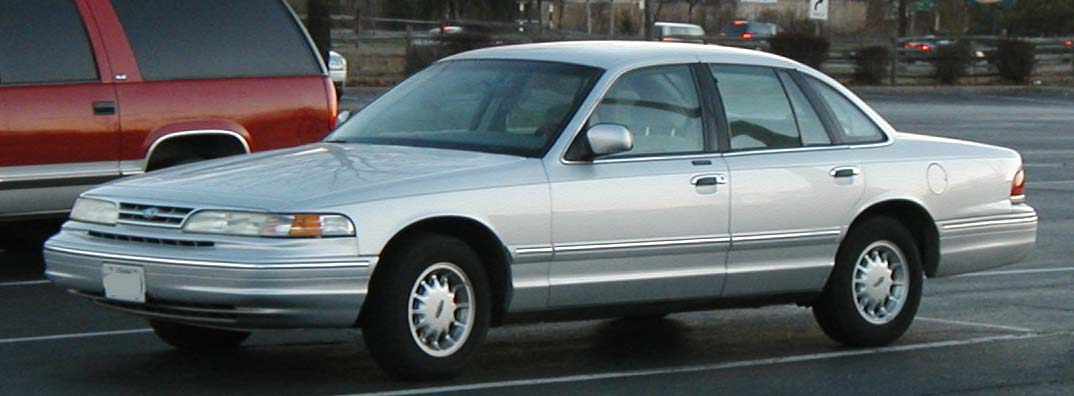
Машина выпуска 1995—1997 годов

В 1995 году последовал рестайлинг. Появились новые решётка радиатора, задние фонари, изменённые передние и задние бампера. Салон автомобиля был полностью переработан, его дизайн стал более плавным и круглым, что отразилось на внешности сидений, обшивок дверей и конечно же торпеды.
После рестайлинга 95 года были внесены изменения и в подвеску, теперь элементы подвески не имели возможности шприцевания, хорошо это или плохо, каждый решает сам. После рестайлинга появились тонированные стекла и стационарная антенна вместо выдвижной. Также в 95 году изменилось устройство салонного отопителя, которое было в основном связано с климат контролем. Теперь заслонка регулировалась не механически с помощью тросиков, а с помощью электроники. Также в 95 году вернулась известная по многим Американским Автомобилям функция открытия багажника изнутри.
С 1996 года были доступны две комплектации: базовая и LX. Опции включали в себя пакет Handling and Performance, ABS и трэкшн-кэнтрол. На LX стали доступны автоматический климат-контроль.
В 1997 году модель претерпела минимальные изменения, главным из которых было повышение чувствительности рулевого управления.

## Второе поколение

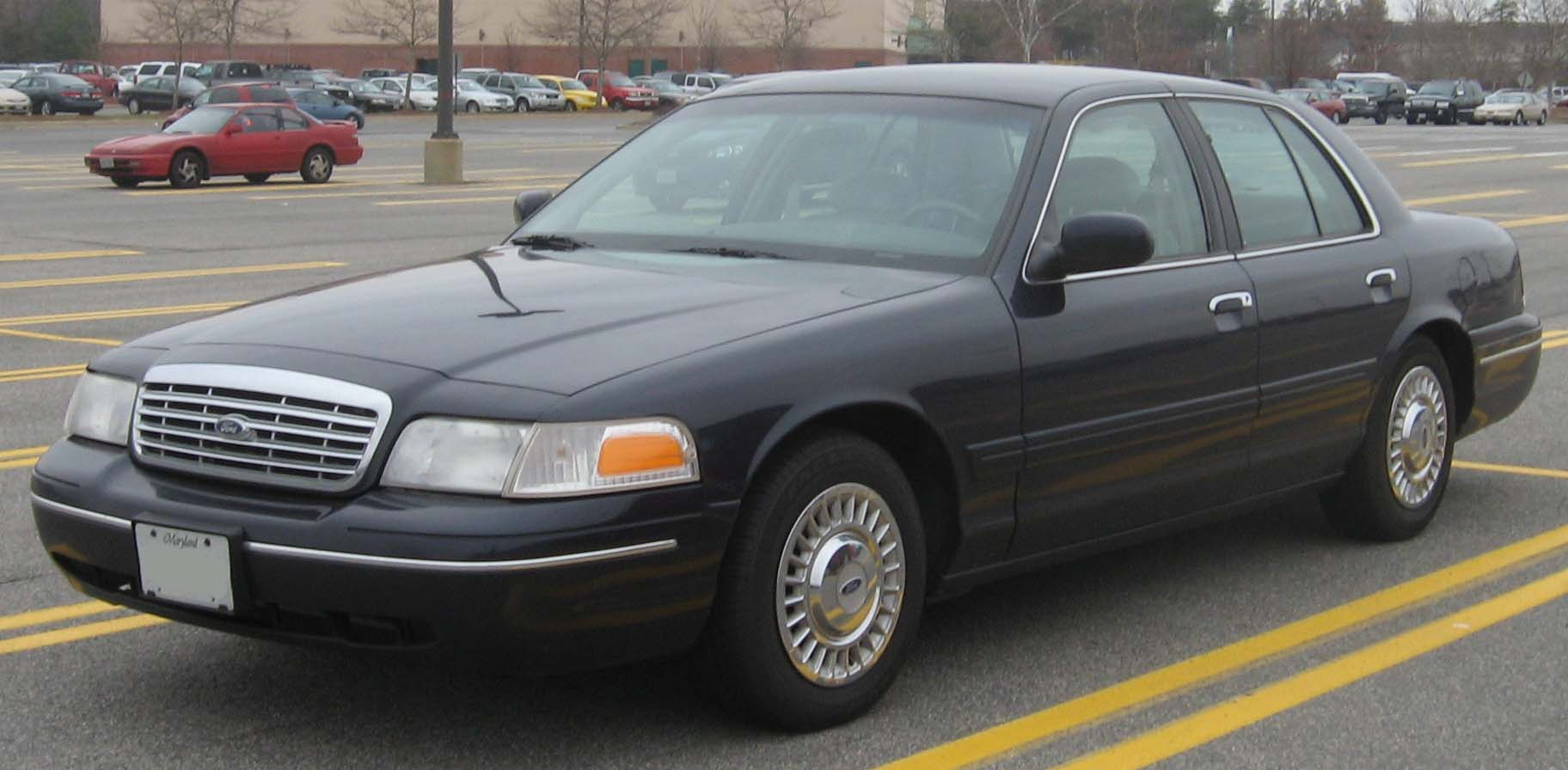
Второе поколение, выпускавшееся с 1998 по 2011

Ford представляет официальные детали их нового автомобиля Interceptor Police, который будет использоваться полицией США, до конца 2011, когда производство Ford Crown Victoria закончится. Компания также объявила, что седан будет сопровождаться всеми сервисными услугами.
Новый Interceptor Police будет предлагаться с выбором двух двигателей: 3,5-литровый V-6 двигатель, предоставляющий 263 л. с. совместимый с E85 и 3,5-литровый двигатель V-6 EcoBoost™ полностью новой конструкции с прямым впрыском топлива и двойным турбо-наддувом, который сможет выдать до 365 л. с.
Police Interceptor был сконструирован с серьезным подходом к безопасности, даже при столкновении на скорости в 120 километров в час водитель останется цел. В комплект входит: система защиты Safety Canopy® подушка безопасности, система защиты от опрокидывания автомобиля, тормоза были увеличены в размере, система охлаждения также была модернизирована. Установлен мощный генератор и больший радиатор, сотовидная решётка радиатора разработана так, чтобы охлаждать все внутренние компоненты, выдавая больше воздушного потока по всему транспортному средству. В комплект также входят стандартные 18-дюймовые стальные диски.

## Фильмография
Ford Crown Victoria очень часто встречается в продукции американского кинематографа, главным образом в роли полицейских автомобилей или такси. Фильм 2019 года «Полицейский седан» назван в честь этого автомобиля.